# Schustek Adolf
Schustek Adolf (Zsolna, 1881 –  Auschwitz, 1944) felvidéki magyar közgazdasági szakíró, szakszótár szerkesztő.

## Életútja
A középiskolát szülővárosában végezte, a főiskolát a budapesti Kereskedelmi Akadémián kezdte, majd a lipcsei kereskedelmi főiskolán folytatta. Tanári oklevelet 1903-ban szerzett Budapesten. Abban az évben a nagyváradi Felső Kereskedelmi Iskola tanára, majd a törvényszék könyvszakértője lett. Az első világháború kitörésekor két évig katonai szolgálatot teljesített, amely alól 1916-ban felmentették. Később a Társulati Felső Kereskedelmi Iskola igazgatója, amelyet az első világháborút követő nehéz években is jó gazdasági érzékkel vezetett.
Közéleti tevékenysége mellett szakirodalmi munkássága is gazdag volt. Magyar és külföldi szaklapokban közölt a kereskedelmi szakoktatás problémáiról. Részt vett a Lipcsében megjelent Buchhaltungs Lexikon, valamint Harmath Mór társszerzővel egy magyar–német és német–magyar kereskedelmi szótár szerkesztésében.
Tagja volt a kereskedelmi iskolai tanárok nemzetközi szervezetének, igazgatósági tagja a könyvelői kamarának, igazgatója a kereskedő tanonciskolának, elöljárósági tagja a neológ izraelita hitközségnek.